# Astrid Schmitt

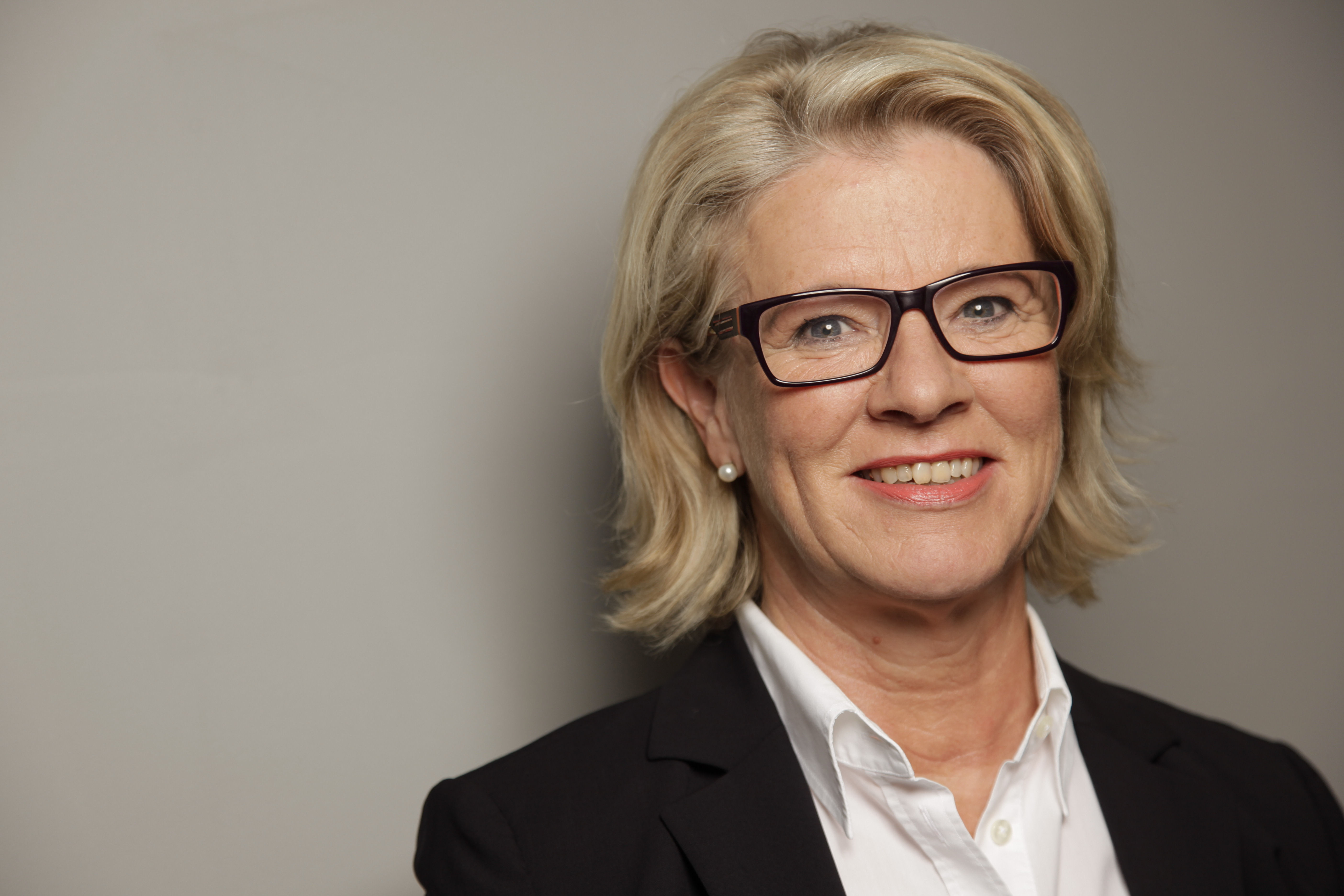
Astrid Schmitt, 2016

Astrid Schmitt (* 17. Juni 1959 in Hamburg) ist eine deutsche Politikerin (SPD). Sie war von 1996 bis 2023 Abgeordnete des rheinland-pfälzischen Landtags.

## Leben und Beruf
Nach dem Abitur 1978 studierte Schmitt an der Erziehungswissenschaftlichen Hochschule Rheinland-Pfalz. 1985 legte sie das zweite Staatsexamen ab, und von 1990 bis 1996 war sie Lehrerin an einer Förderschule in Daun. Schmitt ist verheiratet und hat zwei Töchter.

## Politik
Schmitt trat 1991 der SPD bei. Von 2003 bis 2017 führte sie den Kreisverband der SPD Daun.
1994 wurde sie in den Kreistag des Landkreises Daun gewählt und war dort von 1998 bis 2003 Vorsitzende der SPD-Fraktion. Von 2009 bis 2014 war sie dort auch Erste Beigeordnete des Kreises. 1996 wurde sie Abgeordnete des rheinland-pfälzischen Landtags. Dort war sie zehn Jahre lang Vorsitzende des Haushalts- und Finanzausschusses. Von 2011 bis 2018 war sie stellvertretende Fraktionsvorsitzende der SPD. Sie war Mitglied im Ältestenrat, im Ausschuss für Bildung, im Ausschuss für Europafragen und Eine Welt, im Ausschuss für Medien, Digitale Infrastruktur und Netzpolitik sowie im Zwischenausschuss. Schmitt kandidierte jeweils im Wahlkreis Vulkaneifel zog stets über die Landesliste in den Landtag ein.
Von 2018 bis 2023 war sie Vizepräsidentin des Landtags. Zum Jahresende 2023 legte sie ihr Landtagsmandat nieder. Für sie rückte Jens Jenssen in den Landtag nach.